# Etkar André
Etkar Josef André, auch Edgar André, (* 17. Januar 1894 in Aachen; † 4. November 1936 in Hamburg) war ein deutscher Widerstandskämpfer und Politiker der KPD in der Weimarer Republik. Er war Mitglied der Hamburgischen Bürgerschaft.

## Leben
André war der Sohn eines Kaufmanns. Sein Vater Bernhard war Mitglied der Jüdischen Gemeinde, seine Mutter trat nach der Hochzeit zum Judentum über. Bereits mit fünf Jahren verlor er seinen Vater, der an Lungentuberkulose starb. Seine ebenfalls tuberkulosekranke Mutter konnte nur mit großer Mühe für den Unterhalt der drei Kinder sorgen. Belgische Verwandte holten die Familie schließlich nach Lüttich, wo Etkar und seine Brüder zeitweilig in einem Waisenhaus untergebracht wurden. Nach der Schulentlassung ging er als kaufmännischer Lehrling in eine Buchhandlung und kam hier auch mit politischer Literatur in Kontakt. Diese Ausbildung brach er jedoch ab und absolvierte eine Lehre zum Schlossergesellen.
1911 wurde er Mitglied der Sozialistischen Partei Belgiens und war bereits zwei Jahre später Sekretär der Sozialistischen Arbeiterjugend in Brüssel. 1914 nahm er am Parteitag der Sozialistischen Partei Belgiens teil. Im Ersten Weltkrieg meldete er sich im Rheinland als Kriegsfreiwilliger und geriet Ende 1918 in französische Kriegsgefangenschaft, aus der er erst 1920 freikam. Die freiwillige Kriegsteilnahme hat er später als Fehler angesehen.
Nach Deutschland zurückgekehrt, ging er zunächst nach Koblenz, wo er sich der Sozialistischen Arbeiterjugend und der SPD anschloss. 1922 übersiedelte er nach Hamburg, weil er dort Arbeit als Schauermann erhielt. Zeitweilig arbeitete er auch als Bauarbeiter und wurde Mitglied im Deutschen Bauarbeiter- und später im Deutschen Transportarbeiterverband. Dort kümmerte er sich vor allem um die Belange der Arbeitslosen. Während der Nachkriegskrise kam André in einen starken Konflikt mit der Politik der SPD, da ihm diese nicht radikal genug war, woraufhin er sich Ende 1922 von der Partei löste und am 1. Januar 1923 der KPD beitrat. Er gehörte bald zum engeren Kreis um Ernst Thälmann. Als Mitglied der Bezirksleitung Wasserkante der KPD (1926 bis 1930) und Abgeordneter der Hamburger Bürgerschaft (1928 bis 1933) sowie der Stadtvertretung des damals hamburgischen Cuxhaven (1931 bis 1933), wo er einen Zweitwohnsitz unterhielt, wurde er einer der beliebtesten Hamburger Arbeiterführer. Als Sprecher der Hamburger Arbeitslosenbewegung trat er ebenso hervor wie als Mitbegründer (1924) und Leiter des Roten Frontkämpferbundes an der Wasserkante (1924 bis 1929), was ihm auch den Beinamen „der erwerbsmäßige Erwerbslose“ eintrug. Nach dem Besuch der Reichsparteischule der KPD „Rosa Luxemburg“ war André 1931/1932 in der International Union of Seamen and Harbour Workers (Internationale der Seeleute und Hafenarbeiter) als Instrukteur und Propagandist tätig, wozu er sich meist in Belgien und Frankreich aufhielt. Dabei waren seine französischen Sprachkenntnisse von Vorteil.
Nach dem Verbot des Roten Frontkämpferbundes im Mai 1929 in Preußen (und bald darauf in anderen Ländern) führte André das „Kampfkomitee gegen das RFB-Verbot“. Im März 1931 wurde bei einem André geltenden Anschlag sein Parteifreund, der Bürgerschaftsabgeordnete Ernst Henning, von SA-Männern ermordet und Louis Cahnbley schwer verletzt. Etkar André führte den Trauerzug, an dem ungefähr 35.000 Menschen teilnahmen, von der Jarrestadt zum Friedhof Ohlsdorf an.
Bereits seit 1926 unterhielt Etkar André eine Beziehung zu seiner Parteifreundin Martha Berg, die vor allem in der KPD-Frauengruppe tätig war. Da diese noch nicht von ihrem Ehemann geschieden war, wurde beiden der Vorwurf des Ehebruchs gemacht, was eine spätere Hochzeit nach Marthas Scheidung 1928 verhinderte. Mit Martha Berg wohnte er zunächst auf dem Grindel und später in Barmbek und der Neustadt. Sie wurde im Oktober 1933 festgenommen und emigrierte später nach Frankreich.

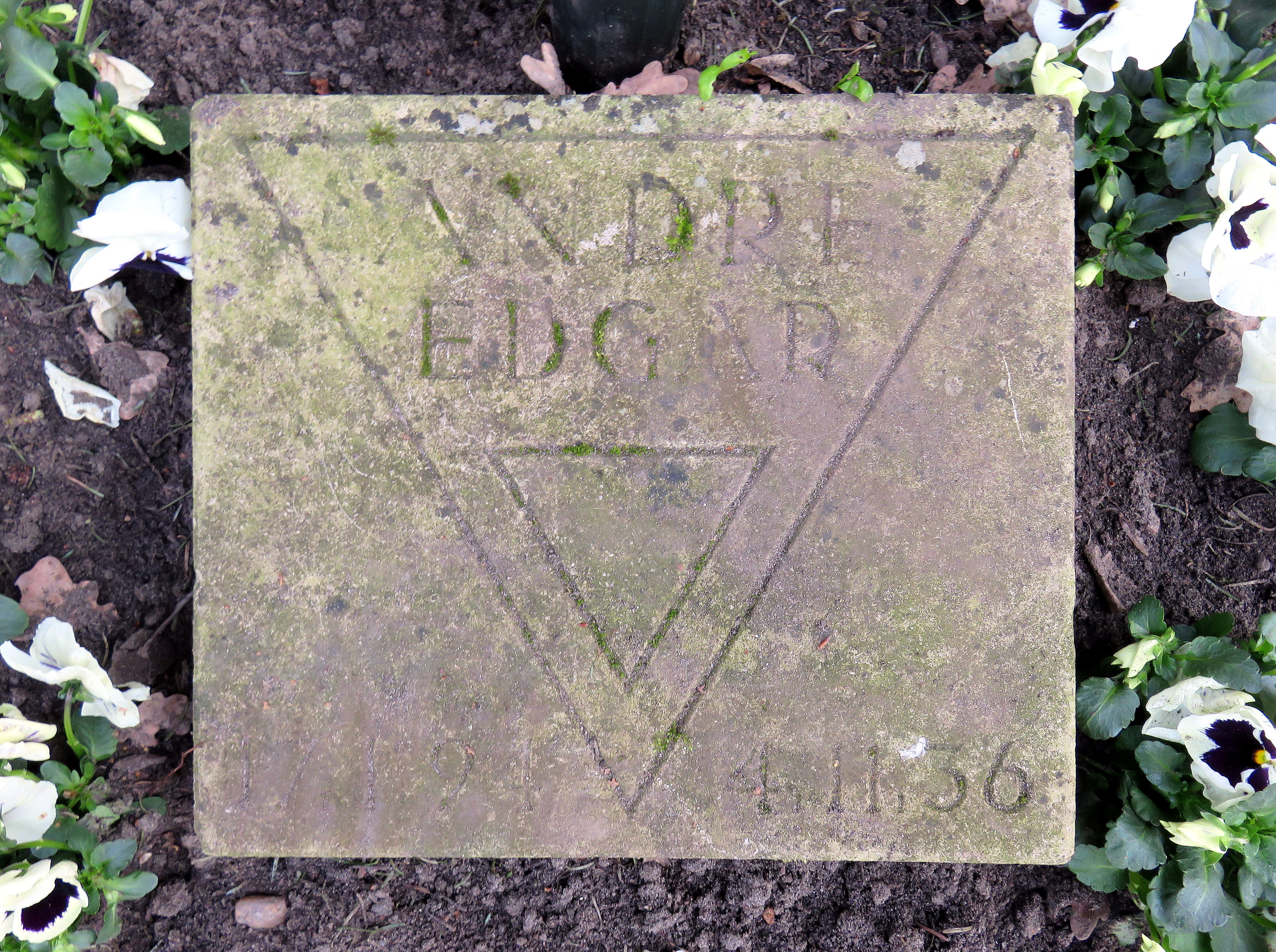
„Edgar Andre“, Ehrenhain Ohlsdorf auf dem Friedhof Ohlsdorf

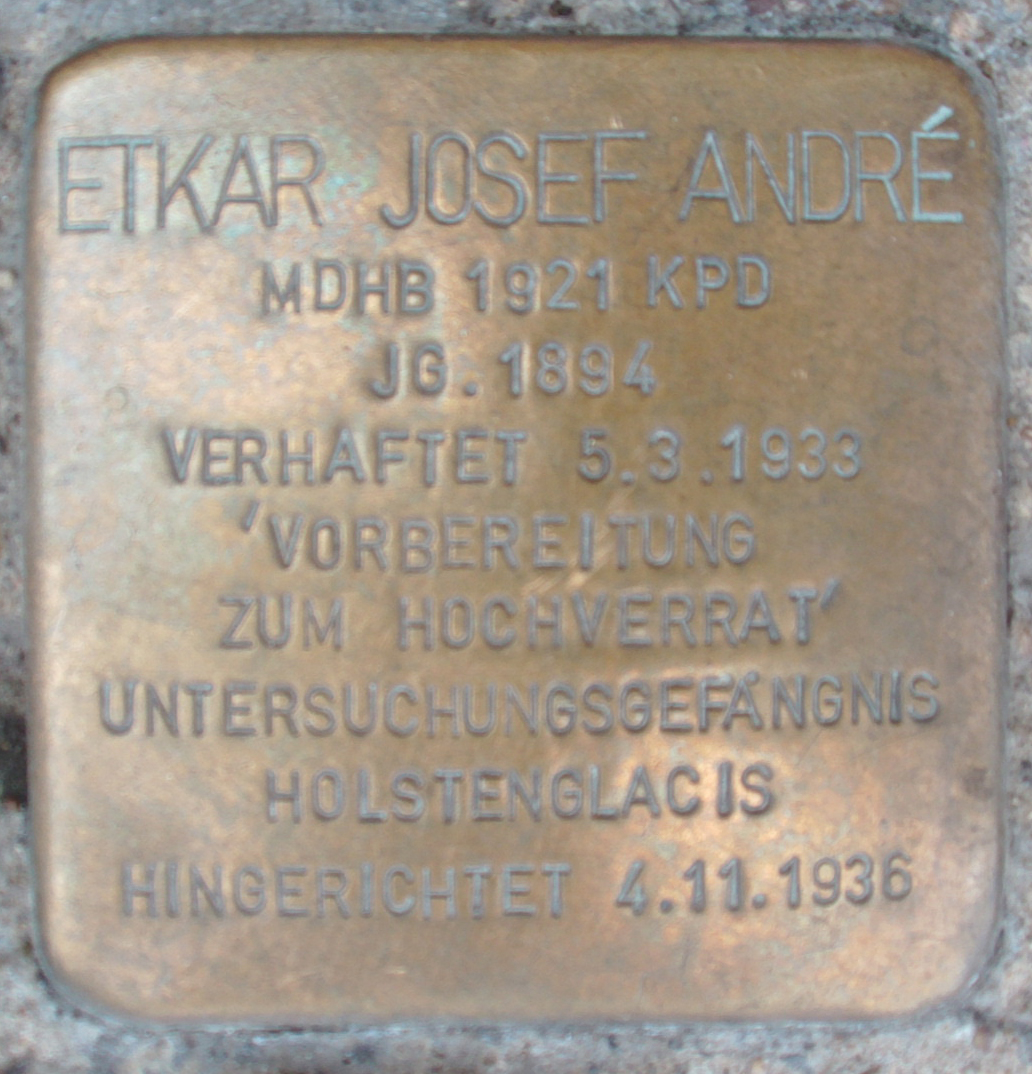
Stolperstein zur Erinnerung an Etkar André vor dem Hamburger Rathaus

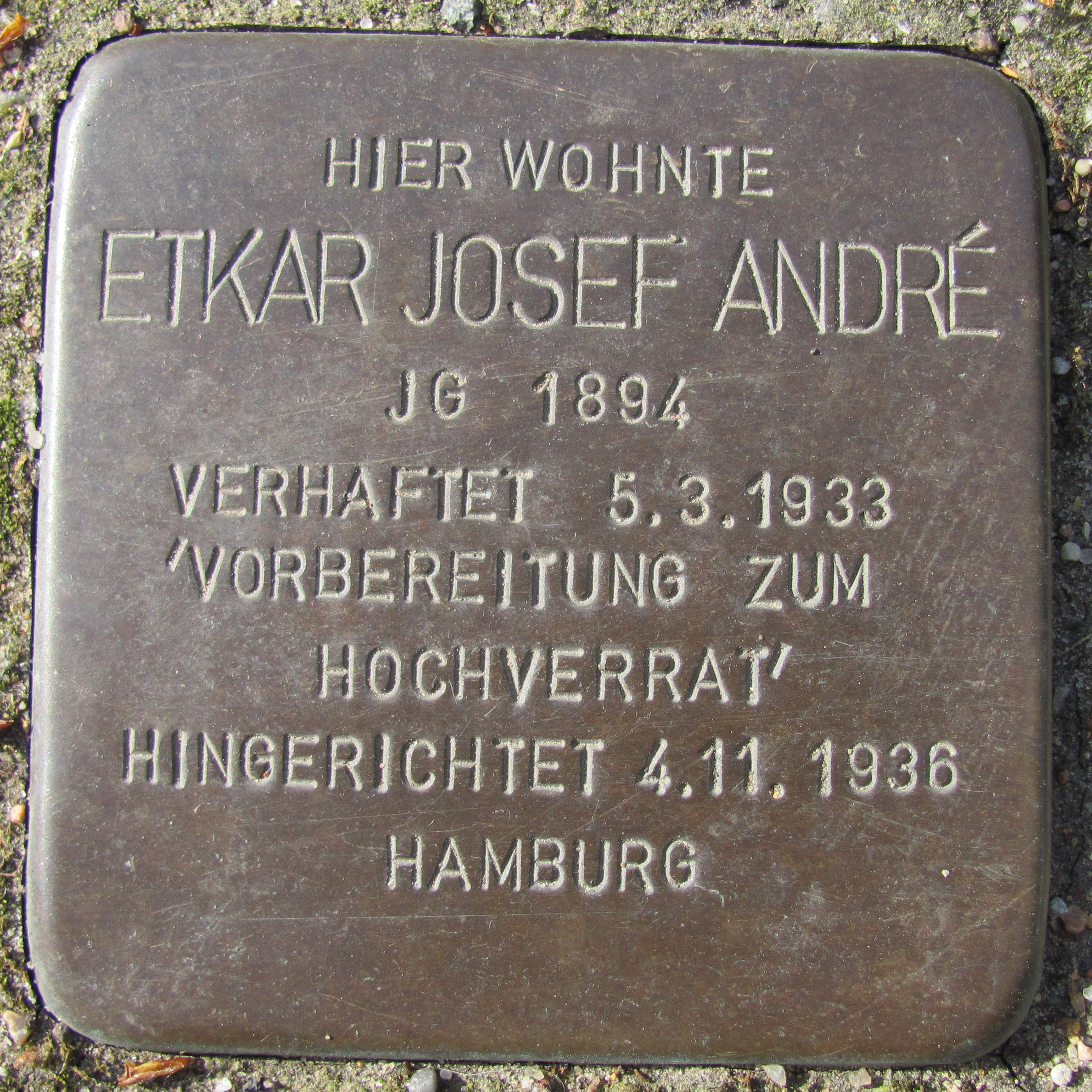
Stolperstein zur Erinnerung an Etkar André in Hamburg-Barmbek-Nord

Nach der „Machtergreifung“ der Nationalsozialisten sowie dem Reichstagsbrand wurde Etkar André am 5. März 1933 verhaftet und während seiner dreieinhalbjährigen Untersuchungshaft gefoltert. Die Anklage lautete auf Vorbereitung zum Hochverrat in Tateinheit mit gemeinschaftlich vollendetem und versuchtem Mord an dem SA-Truppführer Heinrich Dreckmann in Hamburg. Er konnte schließlich nur noch an Krücken gehen und verlor vorübergehend das Gehör. Als dann am 4. Mai 1936 sein Prozess in Hamburg begann, konnte die Staatsanwaltschaft nur unzureichende Beweismittel für seine Schuld vorweisen. Der Prozess dauerte 32 Verhandlungstage und fand unter erheblicher internationaler Aufmerksamkeit statt, da sich aufgrund der Olympischen Sommerspiele in Berlin viele ausländische Journalisten befanden. Trotz der dünnen Beweislage beantragte der Staatsanwalt (möglicherweise sogar auf persönlichen Befehl von Adolf Hitler) die Todesstrafe. Am 10. Juli 1936 folgte dann auch das Gericht mit seinem Urteil diesem Antrag. In seiner Verteidigungsrede hatte er zuvor seinerseits das nationalsozialistische Regime angeklagt: 

„Ihre Ehre ist nicht meine Ehre, denn uns trennen Weltanschauungen, uns trennen Klassen, uns trennt eine tiefe Kluft. Sollten Sie hier das Unmögliche möglich machen und einen unschuldigen Kämpfer zum Richtblock bringen, so bin ich bereit, diesen schweren Gang zu gehen. Ich will keine Gnade! Als Kämpfer habe ich gelebt und als Kämpfer werde ich sterben mit den letzten Worten: Es lebe der Kommunismus.“

Ungeachtet einer internationalen Protestbewegung wurde André am 4. November 1936 in Gegenwart von 75 politischen Mitgefangenen im Hamburger Untersuchungsgefängnis Holstenglacis mit dem Handbeil enthauptet. Wenige Stunden danach traten die 5000 Insassen des Zuchthauses Fuhlsbüttel zum Protest in einen Streik. Aus Furcht vor weiteren Protesten infolge der Hinrichtung Andrés ordnete die Geheime Staatspolizei an, die Beisetzung „in aller Stille und unter strengster Verschwiegenheit“ vorzunehmen.

## Schreibweise des Namens
Etkar André hat während seines Aufenthalts in Deutschland seinen flämischen Vornamen Etkar eingedeutscht in Edgar. Er unterschrieb Briefe mit „Edgar“. Sein letzter Brief vor der Hinrichtung an seine Frau schloss mit den Worten „Bis zu letzt Dein Edie“; auch den letzten Brief an seinen Bruder unterschrieb er mit Edgar. In der Hamburger Arbeiterschaft sowie bei Menschen, die ihn persönlich kannten (z. B. Willi Bredel), war er nur unter der deutschen Vornamensfassung „Edgar“ bekannt, wie Presseberichte, Flugblätter und KPD-Korrespondenzen belegen. Näheres bei J. Priewe, „Begegnung mit Etkar André“

## Ehrungen

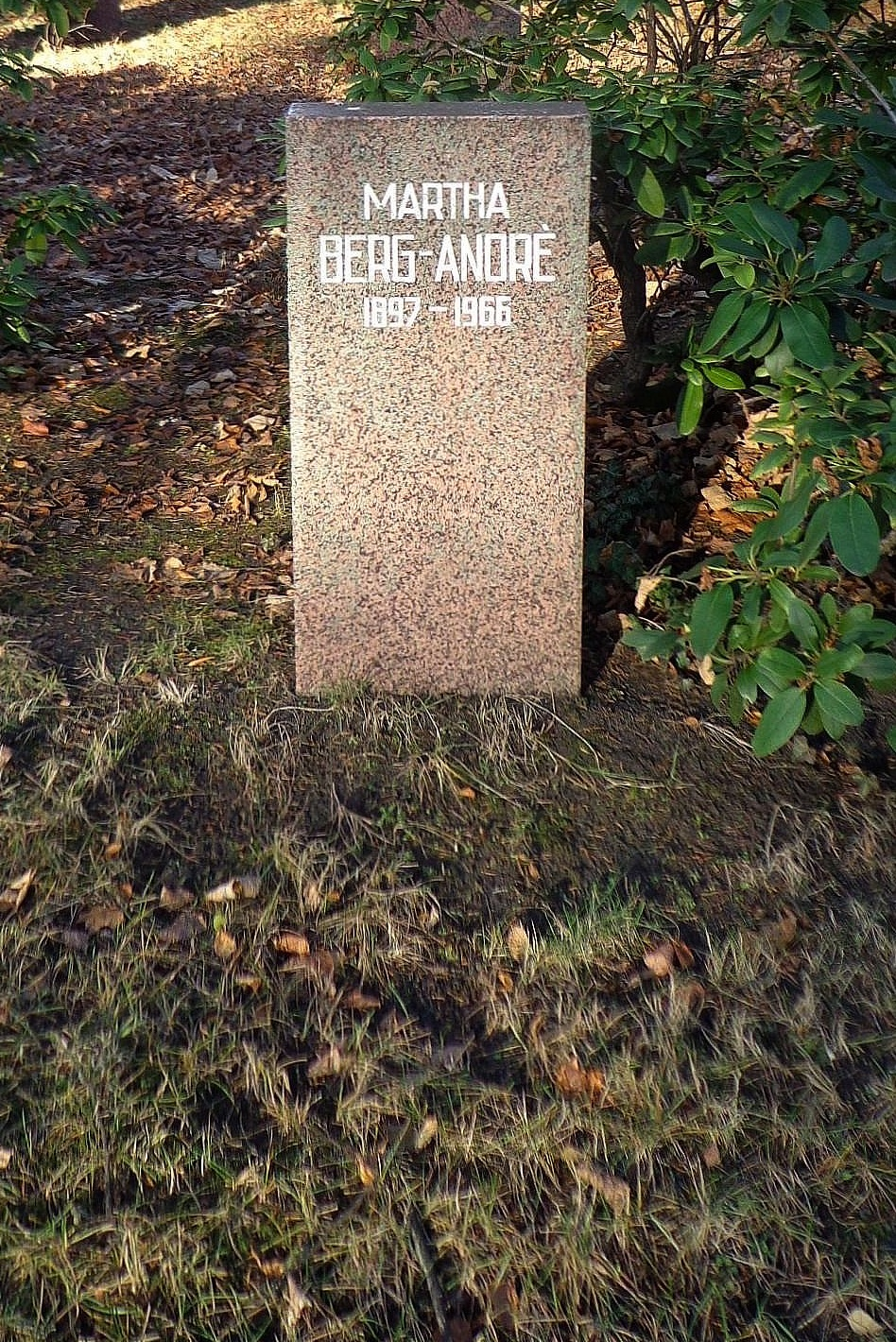
Grabstätte von Martha Berg-André

- Im spanischen Bürgerkrieg formierte sich kurze Zeit später das erste Bataillon der XI. Internationalen Brigade unter dem Namen „Edgar André“ (siehe Edgar-André-Bataillon).
- Im Mai 1954 benannte man die Magdeburger Staatswerft Rothensee in Schiffswerft „Edgar André“ um, aus der Anfang der 1970er Jahre das Unternehmen Entstaubungstechnik „Edgar André“ hervorging.
- Eine Schiffbaureihe der Warnowwerft Warnemünde war ebenfalls nach ihm benannt, siehe: Typ X (Schiffstyp, 1962).
- Im Berliner Ortsteil Hellersdorf trägt seit 1986 eine Straße den Namen Etkar-André-Straße.[5]
- Im Leipziger Ortsteil Gohlis trägt eine Straße den Namen Etkar-André-Straße.
- Schwedt an der Oder hat im Stadtteil Talsand die Edgar-André-Straße nach ihm benannt.
- Die 8. Polytechnische Oberschule (POS) im Stadtbezirk Berlin-Friedrichshain, die 4. POS in Rostock, die 1. POS I in Mirow (Kreis Neustrelitz „POS Edgar André“, später „Schlossgymnasium Sophie Charlotte“) sowie die POS in Parchim und Elsterwerda-Biehla trugen den Namen Etkar Andrés.
- Die 69. Polytechnische Oberschule im Leipziger Stadtteil Möckern (heutige Wilhelm-Hauff-Schule) trug den Namen „Etkar André“
- Von 1972 bis zu seiner Auflösung 1990 trug das Fla-Raketen-Regiment 13 (FRR 13) der NVA den Namen „Etkar André“.
- Die Deutsche Post der DDR gab 1974 zu seinen Ehren eine Sondermarke in der Serie Persönlichkeiten der deutschen Arbeiterbewegung heraus.
- Im Ehrenhain Hamburgischer Widerstandskämpfer auf dem Hamburger Friedhof Ohlsdorf befindet sich ein Kissenstein mit der Inschrift ANDRE EDGAR (vierte Reihe von links, achter Stein).
- In Hamburg wurden am 8. Juni 2012 vor dem Rathaus Stolpersteine für die ermordeten Mitglieder der Hamburger Bürgerschaft verlegt, darunter auch für Etkar André.[6]
- Im Ostseebad Baabe auf der Insel Rügen trug ein Ferienheim den Namen „Edgar André“. Das Gebäude ist mittlerweile einer modernen Ferienwohnungsanlage gewichen.
- Im benachbarten Göhren auf der Insel Rügen befand sich nahe der heutigen Reha-Klinik das Zentrale Pionierlager „Etkar André“.
- Martha Berg-André, die Witwe von Etkar André, wurde in der Grabanlage Pergolenweg der Gedenkstätte der Sozialisten auf dem Zentralfriedhof Friedrichsfelde beigesetzt.